# Poliuto
Poliuto ist eine Oper in drei Akten von Gaetano Donizetti. Das Libretto verfasste Salvatore Cammarano auf Grundlage der Tragödie Polyeucte von Pierre Corneille, die wiederum das Leben und Martyrium des christlichen Heiligen Polyeuktos zum Thema hat. Das Werk entstand 1838, wurde jedoch zunächst nicht aufgeführt und erlebte seine Weltpremiere erst am 10. April 1840 in Paris, in einer überarbeiteten und auf vier Akte erweiterten französischsprachigen Version als Les martyrs. Das französische Libretto verfasste Eugène Scribe.
Die Uraufführung der Originalversion fand einige Monate nach Donizettis Tod posthum am 30. November 1848 am Teatro San Carlo in Neapel statt.

## Handlung
(Die Inhaltsangabe folgt der italienischen Originalfassung Poliuto von 1838. Die Aufteilung in Akte wird hier nur in Klammern angegeben, weil sie in der französischen Fassung Les martyrs von 1840 anders ist. Die Handlung ist bei beiden Versionen in den Grundzügen die gleiche, unterscheidet sich aber in einigen Details, unter anderem in der Aufteilung der Akte und in der etwas gewichtigeren Rolle des Felice, des Vaters von Paolina.)
(AKT I)
Armenien zur Zeit der Christenverfolgung: Die Christen unter ihrem Führer Nearco versammeln sich nachts in den Katakomben. Poliuto erscheint, um heimlich zum Christentum zu konvertieren; in einer Unterredung mit Nearco äußert er zuvor Zweifel an der Treue seiner Frau Paolina. Diese ist wie die meisten Römer bis dahin Anhängerin des Jupiterkults und ist ihm ohne sein Wissen ängstlich gefolgt. In einem Versteck wird sie von Weitem Zeugin der Zeremonie und der christlichen Gebete; zu ihrer eigenen Überraschung ist sie tief bewegt und gerührt. Als Poliuto und Nearco aus den Höhlen wieder hinaufsteigen, fragt Paolina ihren Mann, ob er keine Angst vor den schrecklichen Strafen habe, die über Christen verhängt sind, und bittet ihn, seinen neuen Glauben geheim zu halten. Poliuto äußert seinen Unwillen: er will nichts verheimlichen, sondern zu seinem Glauben stehen. Da wird die Ankunft des neuen Prokonsuls Severo angekündigt, der nach Armenien kommt, um gegen die Christen vorzugehen. Paolina, die Severo früher liebte und ihn tot glaubte, ist verwirrt und versucht ihre Freude darüber, dass er noch lebt, zu verbergen.
Vor dem Jupitertempel in Mitilene werden Severo und seine Soldaten vom Volk und dem Hohepriester Callistene feierlich empfangen. Severo schwelgt bereits in Vorfreude, die von ihm immer noch geliebte Paolina wiederzusehen, muss aber von Callistene erfahren, dass diese mittlerweile verheiratet ist. Diese Nachricht löst bei ihm Enttäuschung und Wut aus.
(AKT II)
Severo wird von dem intriganten Callistene in das Haus von Felice, Paolinas Vater, eingeschleust und es kommt zu einem für Paolina völlig überraschenden Treffen mit Severo. Paolina bittet diesen, ihre Ehe mit Poliuto und ihre Tugend zu respektieren und sie in Frieden zu lassen.
Poliuto glaubt, dass seine Frau ihn mit Severo betrügt und ist wütend, doch als er erfährt, dass der Christenführer Nearco gefangen genommen wurde, verfliegt sein Zorn zugunsten von christlicher Vergebung und er eilt zum Tempel des Jupiter, in der Hoffnung Nearco helfen zu können.
Im Jupitertempel wird Nearco von Callistene vor versammeltem Volke angeklagt und aufgefordert, den Namen eines kürzlich neugetauften Christen preiszugeben. Als Nearco dies verweigert, wird er zur Folter verurteilt. Da tritt Poliuto hervor und bekennt zur Überraschung der Anwesenden, dass er selber der neue Christ sei. Die anwesende Paolina ist entsetzt und betet zum ersten Mal zu Christus um Hilfe. Sie wirft sich Severo vor die Füße und bittet ihn um Gnade für Poliuto. Als dieser das sieht, reagiert er jedoch mit höchster Eifersucht, erklärt seine unter dem Zeichen Jupiters geschlossene Ehe mit Paolina für nichtig und wirft den Altar um. Im allgemeinen Aufruhr werden Poliuto und Nearco abgeführt und Felice schleppt Paolina davon.
(AKT III)
Im Hain des Tempels überredet Callistene die anderen Jupiter-Priester, heimlich im Volk die Feindseligkeit und Rachsucht auf die Christen zu schüren.
Im Gefängnis des Circus erwacht Poliuto aus einem Traum, in dem er Paolina unschuldig und tugendhaft in den Himmel auffahren sah. Paolina erscheint im Kerker. Sie gesteht ihm, dass sie Severo früher tatsächlich liebte, aber ihn (Poliuto) nie betrogen habe; dann versucht sie ihn zu überreden, seinem neuen Glauben abzuschwören, um sein Leben zu retten. Das lehnt er mit dem Hinweis auf ein besseres ewiges Leben im Himmel ab. Paolina ist durch diese seine geistige Stärke so sehr beeindruckt, dass sie nun endgültig auch bereit ist, Christin zu werden und mit Poliuto zu sterben, obwohl dieser möchte, dass sie lebt – doch Paolina hört in religiöser Ekstase bereits die Harfen der Engel („arpe angeliche“) und sieht sich vom göttlichen Licht des Himmels umgeben.
Da öffnen sich die Pforten zur Arena und man sieht die blutdürstigen Menschenmassen im Circus; Severo, Callistene und die Wachen betreten den Kerker. Als Severo erfährt, dass Paolina als Christin mit Poliuto den Märtyrertod sterben will, fleht er sie verzweifelt an zu widerrufen, doch umsonst. Paolina und Poliuto gehen singend in die Arena.

## Instrumentation
Die Orchesterbesetzung der Oper enthält die folgenden Instrumente:
- Holzbläser: Piccoloflöte, zwei Flöten, zwei Oboen, zwei Klarinetten, vier Fagotte
- Blechbläser: vier Hörner, zwei Trompeten, drei Posaunen
- Pauken, Schlagzeug: Große Trommel, Triangel, Tamtam
- Harfe
- Streicher
- Bühnenmusik: zwei Clarini, zwei Hörner, zwei Fagotte, Trompete, Posaune

## Werkgeschichte

### Entstehung

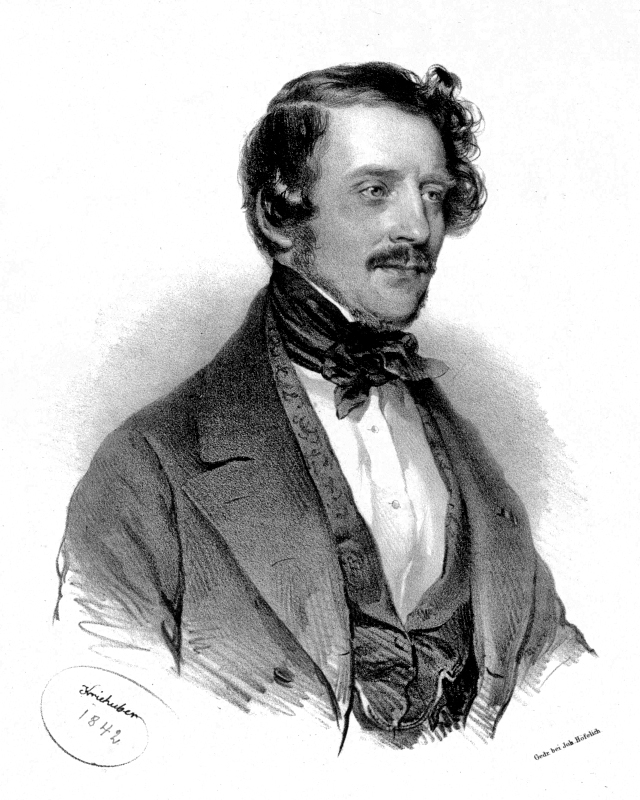
Gaetano Donizetti (1842)

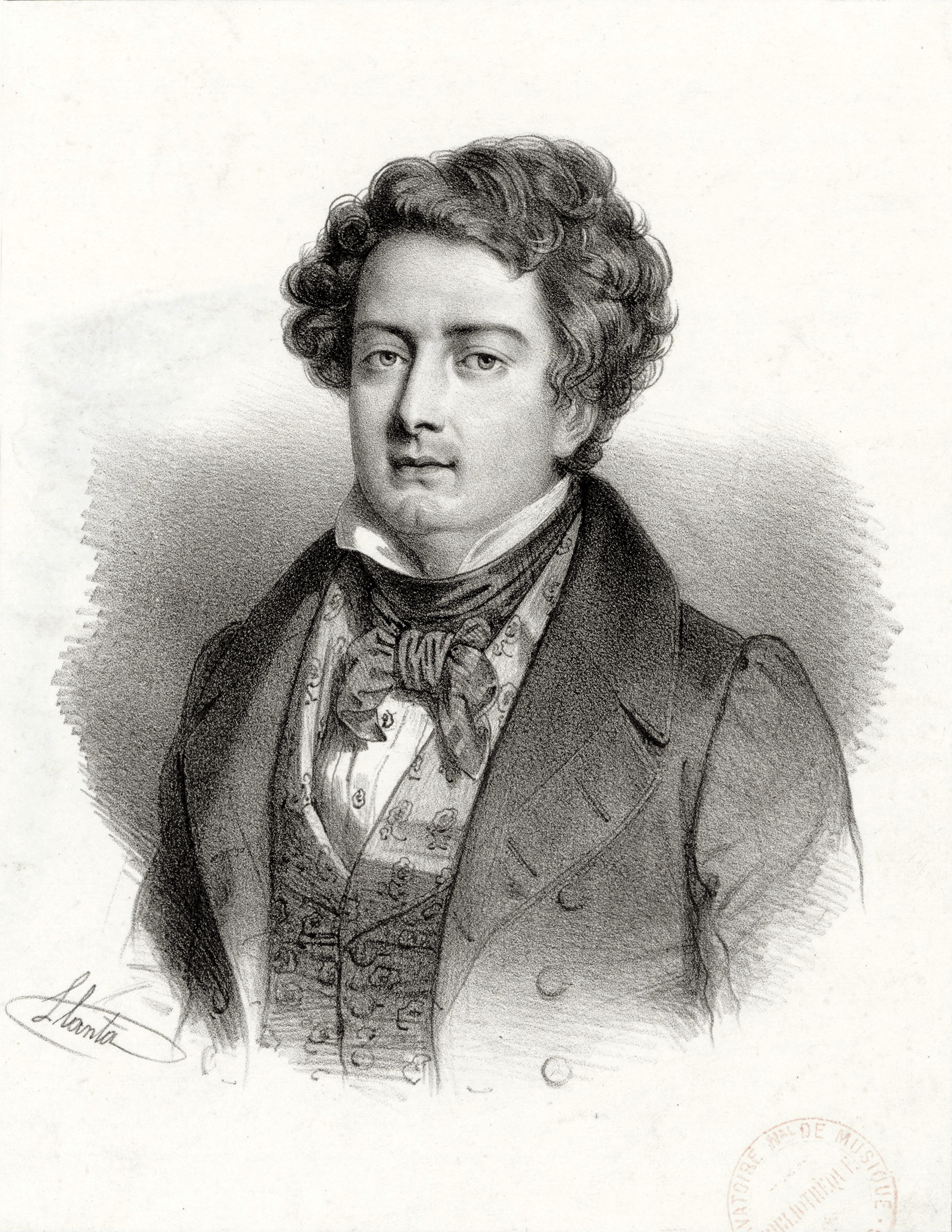
Der Tenor Adolphe Nourrit (1830)

Poliuto entstand 1838 für das Teatro San Carlo in Neapel in enger Zusammenarbeit mit dem berühmten französischen Tenor Adolphe Nourrit, mit dem sich Donizetti zuvor in Venedig angefreundet hatte und der ursprünglich die Titelrolle verkörpern sollte. Dies und die Tatsache, dass Donizetti bereits während der Komposition der Oper in Verhandlungen mit dem Direktor der Pariser Oper, Henri Duponchel (1794–1868), stand, führte offenbar dazu, dass der Komponist von vornherein seine Partitur in Hinblick auf den französischen Geschmack hin anlegte, was sich in einer sehr eleganten, feinen Instrumentierung und der insgesamt sorgfältig komponierten, auch formal relativ einfallsreichen Musik äußert. Streckenweise, besonders im 1. Akt mit den Gebeten der Christen und Poliutos, nähert sich Donizetti im musikalischen Tonfall durchaus dem Oratorium an (weshalb Berlioz die französische Fassung – allerdings etwas übertrieben – ein „Credo in drei Akten“ nannte).
Die Oper war im Sommer 1838 fertig und bereits von der Zensur genehmigt, als der König von Neapel, Ferdinand II., die Aufführung verbot, weil sich das heilige Martyrium der frühen Christen seiner Meinung nach nicht als Thema für die „profane“ Opernbühne eignete. Dass es ein Genre der azione tragica-sacra gab, zu dem Rossini mit Mosè (1818) und Donizetti selber mit Il diluvio universale (1828) Werke beigesteuert hatten, die sogar in Neapel uraufgeführt worden waren, schien der König zu ignorieren.
Dies war sowohl für den Komponisten, als auch für Nourrit (der sich nur etwa ein halbes Jahr später umbrachte) eine große Enttäuschung, und Donizetti reiste bereits im Oktober desselben Jahres nach Paris ab. Dort überarbeitete und erweiterte er das Werk in den kommenden eineinhalb Jahren gemeinsam mit dem Librettisten Eugène Scribe und brachte es in die Form einer französischsprachigen Grand opéra in 4 Akten. Der größte Teil der Musik wurde beibehalten, aber teilweise umsortiert, hinzu kamen viele neukomponierte Stellen, darunter das Finale des neuen ersten Aktes, das in Frankreich obligatorische Ballett und ein Terzett „Objet de ma constance…“ für Félix (Felice), Sévère und Pauline (Paolina). Eine Arie für Poliuto im zweiten Akt wurde durch das seinerzeit berühmte Credo „Je crois en Dieu…“ ersetzt. Dabei kam es auch zu inhaltlichen Änderungen, vor allem wurde die Eifersucht Poliutos gegenüber Paolina, die in der italienischen Fassung ein wichtiger Bestandteil der Handlung ist, eliminiert, und die Figur des Felice (bzw. Félix), des Vaters von Paolina, bekam mehr Gewicht.

### Les martyrsund Übersetzungen
Die französische Neufassung der Oper kam am 10. April 1840 unter dem Namen Les martyrs zur Uraufführung, wobei die Rolle des Helden Polyeucte ausgerechnet von Adolphe Nourrits größtem Rivalen Gilbert Duprez gesungen wurde. In den weiteren Rollen sangen Jean-Étienne-August Eugène Massol (Sévère), Julie Dorus-Gras (Pauline), Nicolas-Prosper Dérivis (Félix), Jacques-Émil Serda (Callisthènes), Pierre-François Wartel (Néarque), Molinier (1. Christ) und Carl Theodor Widemann (2. Christ). Die Oper war ein Erfolg, erlebte in Paris aber nur 20 Aufführungen. Théophile Gautier lobte die feine Instrumentierung der Partitur, während Hector Berlioz, der eine auf Eifersucht gegründete persönliche Abneigung gegen Donizetti hegte (von dem zu der Zeit an allen wichtigen Pariser Theatern Werke aufgeführt wurden), sich wie gewöhnlich ablehnend äußerte.
In der Folge wurde Les martyrs in anderen französischen Städten und in Belgien gespielt, wo sie sich bis in die 1870er Jahre halten konnte, ebenso in New Orleans.

Eine deutsche Übersetzung von Les martyrs wurde 1841 auch in Hamburg gespielt, sowie bis 1844 in Wien, Frankfurt, Prag und Budapest.

Die Pariser Version wurde auch ins Italienische (rück-)übersetzt und hatte anscheinend 1843 in Lissabon ihre Premiere; danach wurde sie vor allem in Opernhäusern Portugals, Spaniens und Lateinamerikas gespielt, aber auch 1852 in London – mit Enrico Tamberlik, der einer der berühmtesten Interpreten des Poliuto war – und 1853 in Wien.

### Poliuto

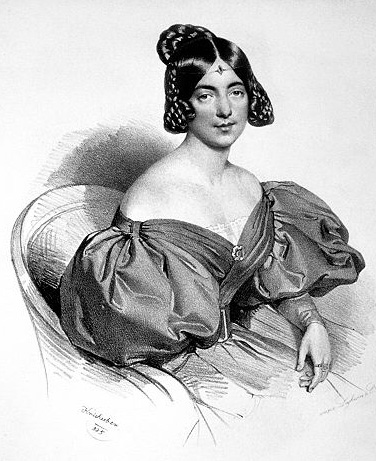
Eugenia Tadolini

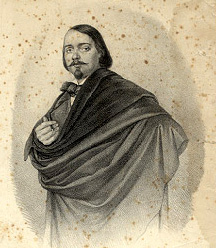
Carlo Baucardé

Die „Original“-Version des Poliuto erlebte ihre Uraufführung erst nach dem Tode des Komponisten am 30. November 1848 unter dem Dirigat von Antonio Farelli im Teatro San Carlo in Neapel. Die dortigen Sänger waren Carlo Baucardé (Poliuto), Eugenia Savorani-Tadolini (Paolina), Filippo Colini (Severo), Marco Arati (Callistene), Anafesto Rossi (Felice) und Domenico Ceci (Nearco). Das Bühnenbild stammte von Leopoldo Galluzzi.

Daraufhin folgte eine Art Siegeszug der Oper durch ganz Italien, mit ersten weiteren Aufführungsserien in Triest (1849), Rom, Turin (Karnevalssaison 1849-50), Venedig (1850) und Mailand (Teatro Carcano, 1850; Scala, 1851). Die Titelrolle wurde ein Zugpferd für die bedeutendsten Tenöre des späten 19. Jahrhunderts, darunter der schon erwähnte Enrico Tamberlik und Francesco Tamagno. Die Oper konnte sich bis ins 20. Jahrhundert im Repertoire behaupten und war um 1900 die viertbeliebteste der Seria-Opern von Donizetti, nach Lucia di Lammermoor, La favorita und Lucrezia Borgia.

Die italienische Version von Poliuto wurde nach Donizettis Tod auch am Théâtre-Italien in Paris gespielt, wiederum mit Tamberlik als Poliuto, und mit weit größerem Erfolg als ihn die französische Fassung zuvor an der Opéra gehabt hatte.

### Misch-Versionen

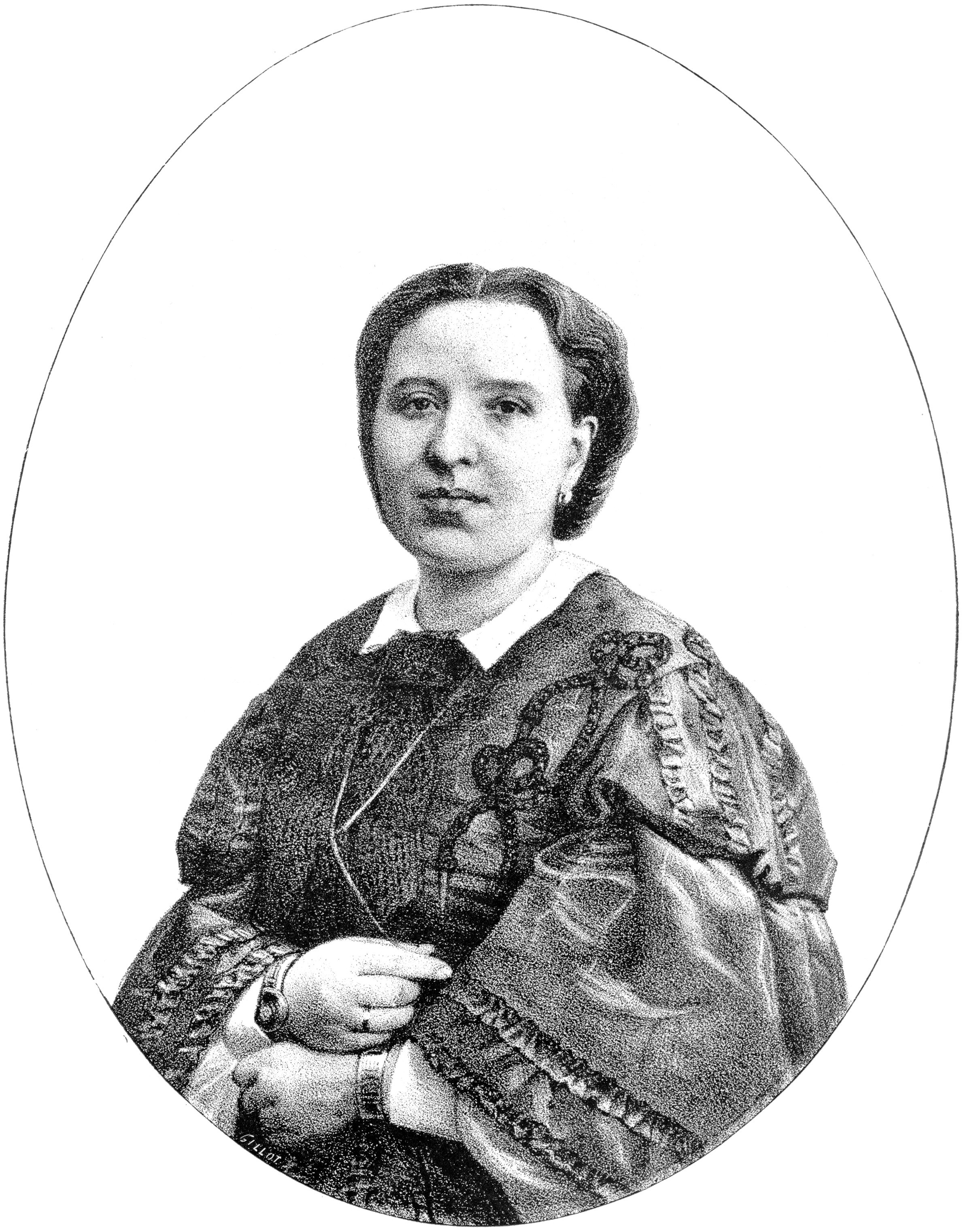
Rosina Penco, eine der berühmten Interpretinnen der Paolina

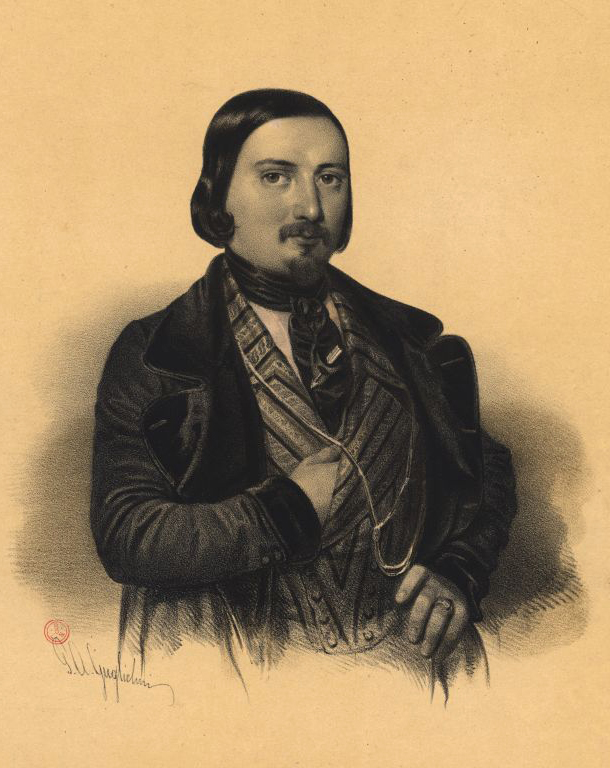
Poliuto war eine Lieblingsrolle von Enrico Tamberlick

Es wurden allerdings nicht selten Misch-Fassungen aus der italienischen und der französischen Version gespielt – was zu einer kaum zu überblickenden, komplexen Werkgeschichte führte. Dies war zum Beispiel 1859 nachweislich in New York der Fall, wo die Oper sehr beliebt war und bis 1873 häufig gespielt wurde, wie auch in 13 weiteren nordamerikanischen Städten.
Auch in Italien wurde die Original-Partitur von 1838 mit Stücken aus der französischen Fassung angereichert, unter anderem durch das oben erwähnte Terzett „Objet de ma constance…“ in seiner italienischsprachigen Version „Ogetto de’ miei numi…“. Dies war noch 1986 in der Wiener Aufführung mit José Carreras und Katia Ricciarelli der Fall.

### Im 20. und 21. Jahrhundert
Obwohl die Beliebtheit Poliutos während der Modewelle des Verismo und zwischen den beiden Weltkriegen nachließ, war sie nie völlig vergessen. Mitten im Zweiten Weltkrieg wurde sie 1942 in Rom mit Beniamino Gigli (Poliuto), Maria Caniglia (Paolina) und Gino Bechi (Severo) aufgeführt, in einer Aufführung vor Mussolini und Hitler, der gerade auf Staatsbesuch in Italien weilte.

Weitere Wiederaufführungen folgten 1955 in Rom mit Giacomo Lauri-Volpi (Poliuto) und der Caniglia, sowie 1960 an der Mailänder Scala mit Maria Callas als Paolina und Franco Corelli als Poliuto.

Obwohl die Oper seit der zweiten Hälfte des 20. Jahrhunderts im Vergleich zu Lucia, L’elisir d’amore und einigen anderen eher zu den selten gespielten Donizetti-Werken gezählt wird, kommt es doch regelmäßig zu Wiederaufführungen der einen oder anderen Version (siehe unten Aufführungsliste).

## Kritische Notenausgaben
- Poliuto 1838 („edizione critica“ nach dem Autograph), hrsg. von William Ashbrook und Roger Parker, Edizione Nazionale delle Opere di Gaetano Donizetti (in Zusammenarbeit mit der Fondazione Donizetti, Bergamo), Casa Ricordi, Mailand, 2000[18]
- Les Martyrs, 1840 („edizione critica“ nach dem Autograph), hrsg. von Flora Wilson (in Zusammenarbeit mit der Fondazione Donizetti, Bergamo), Casa Ricordi, Mailand, 2016[18]

## Aufnahmen
- 7. Dezember 1960 (live aus Mailand, gekürzte Mischfassung): Antonino Votto (Dirigent), Herbert Graf (Inszenierung), Orchester und Chor des Teatro alla Scala. Ettore Bastianini (Severo), Rinaldo Pelizzoni (Felice), Franco Corelli (Poliuto), Maria Callas (Paolina), Nicola Zaccaria (Callistene), Piero de Palma (Nearco), Virgilio Carbonari und Giuseppe Morresi (Ein Christ). EMI CD: 565 4482, MELODRAM CD: MEL 26006 (2 CD), BJR LP: BJR 106(2), Rodolphe MC: RPK 22715.[19]:4295
- 23. Januar 1975 (live aus London, französische Fassung Les martyrs): Leslie Head (Dirigent), Pro Opera Orchestre und Chorus. John Tomlinson (Severo), Terence Sharp (Felice), Ian Thompson (Poliuto), Lois McDonnall (Paolina), Alan Watt (Callistene), James Anderson (Nearco). Unique Opera Records Corporation UORC 237 (2 LP), Omega Opera Archive 1728 (2 CD), Open Reel Tape – mr. tape 2706.[19]:4297
- 22. September 1975 (live aus Bergamo, französische Fassung Les martyrs): Adolfo Camozzo (Dirigent), Orchester und Chor des Teatro Donizetti di Bergamo. Renato Bruson (Severo), Luigi Roni (Felice), Mario di Felici (Poliuto), Leyla Gencer (Paolina), Vicenzo Sagona (Callistene), Renato Cazzaniga (Nearco). Myto CD: 972.154.[19]:4296
- 9. November 1975 (live aus Barcelona): Giuseppe Morelli (Dirigent), Orchester und Chor des Gran Teatre del Liceu Barcelona. Vicente Sardinero (Severo), Ferruccio Mazzoli (Felice), Amadeo Zambon (Poliuto), Leyla Gencer (Paolina), José Manzaneda (Nearco). House of Opera CDWW 422 (2 CD).[19]:4298
- Dezember 1977 (live aus Neapel): Francesco Molinari-Pradelli (Dirigent), Orchester und Chor des Teatro San Carlo Neapel. Renato Bruson (Severo), Luigi Paolillo (Felice), Giorgio Lamberti (Poliuto), Adriana Maliponte (Paolina), Silvano Pagliuca (Callistene), Pier Francesco Poli (Nearco), Angelo Casertano (Ein Christ). Voce 60 (2 LP), Celestial Audio CA 140 (2 CD).[19]:4299
- 24. Juni 1978 (live aus Venedig, französische Fassung Les martyrs): Gianluigi Gelmetti (Dirigent), Orchester und Chor des Teatro La Fenice Venedig, Alberto Fassini (Inszenierung). Renato Bruson (Severo), Ferruccio Furlanetto (Felice), Ottavio Garaventa (Poliuto), Leyla Gencer (Paolina), Francesco Signor (Callistene), Oslavio di Credico (Nearco), Mario Guggia und Guido Fabbris (Ein Christ). IOR CD: LO 7716-18, Voce LP: Voce-16, Living Stage LS 1128 (3 CD).[19]:4301
- 1986 (live, konzertant aus Wien, gekürzte Mischfassung): Oleg Caetani (Dirigent), Wiener Symphoniker, Wiener Akademiechor. Joan Pons (Severo), Harry Peeters (Felice), Josep Carreras (Poliuto), Katia Ricciarelli (Paolina), László Polgár (Callistene), Paolo Gavanelli (Nearco), Jorge Pita (Ein Christ). Legato CD: LCD 129-2(CD), CBS : M2K 44821.[19]:4295
- 18. Juli 1987 (live, konzertant aus Montpellier): Cyril Diederich (Dirigent), Orchestre de Montpellier. Vincenzo Sardinero (Severo), Juan Ochado (Felice), Noel Velasco (Poliuto), Maria Dragoni (Paolina), Luigi Roni (Callistene), Guy Gabelle (Nearco), Hervé Martin (Ein Christ). The Opera Lovers POL 198701 (2 CD).[19]:4302
- November 1988 (Video, live aus Rom, gekürzte Mischfassung): Jan Latham-König (Dirigent), Orchester und Chor des Teatro dell’Opera di Roma. Renato Bruson (Severo), Bruno Lazzaretti (Felice), Nicola Martinucci (Poliuto), Elizabeth Connell (Paolina), Franco Federici (Callistene), Angelo degl’ Innocenti (Nearco), Guido Mazzini (Ein Christ). Nuova Era CD: 6776/77 (2 CD), Brilliant Classics 92462 (10 CD).[19]:4303
- 6. Dezember 1988 (Video, live aus Rom, gekürzte Mischfassung): Jan Latham-König (Dirigent), Orchester und Chor des Teatro dell’Opera di Roma. Robero Servile (Severo), Bruno Lazzaretti (Felice), Claudio di Segni (Poliuto), Elizabeth Connell (Paolina), Franco Federici (Callistene), Angelo degl’ Innocenti (Nearco), Angelo Nardinocchi (Ein Christ). Premiere Opera Ltd. VID 1567 (1 VC).[19]:4304
- 1993 (live aus Bergamo): Gianandrea Gavazzeni (Dirigent), Orchestra Sinfonica dell Emilia Romagna „Arturo Toscanini“, Coro del Teatro Donizetti di Bergamo. Simone Alaimo (Severo), Sergio Rocchi (Felice), José Sempere (Poliuto), Denia Mazzola-Gavazzeni (Paolina), Ildebrando D’Arcangelo (Callistene), Ezio di Cesare (Nearco), Stefano Consolini (Ein Christ). BMG RFCD 2023.[19]:4305
- 4. Mai 1998 (live, konzertant aus der Carnegie Hall New York): Eve Queler (Dirigent), Opera Orchestra of New York, Dallas Symphony Chorus. Giovanni Meoni (Severo), Brian Nedvin (Felice), Fabio Armiliato (Poliuto), Martile Rowland (Paolina), Simone Alberghini (Callistene), Alain Gabriel (Nearco), Patrick Carfizzi (Ein Christ). Legato Classics Incorporated ALD 4653 (1998)ª; House of Opera ALD 4653.[20]
- 27. Januar 2006 (live, konzertant aus Amsterdam, erste Fassung): Giuliano Cianella (Dirigent), Netherlands Radio Symphony Orchestra und Chorus Hilversum. Majella Cullagh (Paolina), Thomas Walker, Francisco Casanova, Giovanni Battista Parodi, Nicola Alaimo.[19]:4306
- September 2010 (Video, aus dem Teatro Donizetti Bergamo, italienische Fassung): Marcello Rota (Dirigent), Marco Spada (Regie), Orchester und Chor des Bergamo Musica Festival Gaetano Donizetti. Simone Del Savio (Severo), Dionigi D’Ostuni (Felice), Gregory Kunde (Poliuto), Paoletta Marrocu (Paolina), Andrea Papi (Callistene), Massimiliano Chiarolla (Nearco), Piermarco Viñas (Ein Christ). Bongiovanni AB20021 (1 DVD).[21]
- Oktober/November 2014 (französische Fassung Les martyrs): Mark Elder (Dirigent), Orchestra of the Age of Enlightenment. David Kempster (Severo), Brian Sherratt (Felice), Michael Spyres (Poliuto), Joyce El-Khoury (Paolina), Clive Bayley (Callistene), Wynne Evans (Nearco), Simon Preece (Ein Christ). Opera Rara #ORC 52 (3 CD) (diese Aufnahme erhielt den International Opera Award 2016).[22][23]
- 18. September 2023 (französische Fassung Les martyrs; live aus der Halle E+G MuseumsQuartier / Theater an der Wien): Jérémie Rhorer (Dirigent), ORF Radio-Symphonieorchester Wien, Arnold Schoenberg Chor. Roberta Mantegna (Pauline), John Osborn (Polyeucte), Mattia Olivieri (Sévère), David Steffens (Félix), Nicolò Donini (Callisthènes), Patrick Kabongo (Néarque), Kaitrin Cunnigham (Une Femme), Carl Kachouh (Un Chrétien). Radioübertragungen auf Deutschlandfunk Kultur und WDR 3.[24][25]